# HMCS Charlottetown (1943)
HMCS Charlottetown (с англ. — «Шарлоттаун») — британский фрегат типа «Ривер», который нёс службу в Королевском флоте Канады в годы Второй мировой войны. Корабль-тёзка корвета типа «Флауэр» и обладатель одинакового с ним бортового номера K244.

## История службы
Заложен 26 января 1943 года на верфи Davie Shipbuilding в Лозоне (Квебек) и спущен 16 сентября. 28 апреля 1944 года зачислен в состав флота Канады, 22 мая по пути в Галифакс посетил город Шарлоттаун, в честь которого и получил название. 18 июня прибыл на месяц на Бермуды для учений, после учений вернулся в Галифакс в состав 16-й эскортной группы (EG-16).
7 марта 1945 года крейсер в составе группы прибыл в Дерри, позднее посетил Портсмут. Сопровождал два конвоя: один в Гибралтар, другой из Гибралтара. В середине июня покинул Дерри и отправился на базу Протектор в канадский Сидни, где его экипаж начал готовиться к операции «Даунфол».
28 февраля 1946 года «Шарлоттаун» был отремонтирован в Галифаксе, а 3 марта отправился в Эскималь. Остаток времени служил как учебное судно в Королевском канадском морском колледже. 25 марта 1947 года крейсер был исключён из флота, продан и переоборудован в ледокол в Британской Колумбии.